# 胡安·米格尔·比利亚尔·米尔
胡安·米格尔·比利亚尔·米尔侯爵（西班牙語：Juan-Miguel Villar Mir, 1st Marquess of Villar Mir，1931年9月30日—2024年7月6日）是西班牙億萬富翁，曾在1975至1976年担任西班牙财政部部长。他在2018年《世界报》“西班牙最富有的200人榜单”中排名第12位，在2018年《福布斯》全球富豪榜中排名第679位。

## 经历
比利亚尔于1931年9月30日出生于马德里。他以优异成绩毕业于马德里理工大学道路、运河和港口工程高等技术学院，并获得土木工程博士学位。他还获得了马德里康普顿斯大学法律学位，以及EOI商学院计划的产业组织理论学位。之后，他开始在马德里理工大学任教。
从20世纪60年代开始，他曾先后担任西班牙一些大型工业公司的总经理和总裁职务。在弗朗哥去世一个月后的1975年12月12日，他开始担任阿里亚斯·纳瓦罗首相过渡政府内阁的财政部长，后又兼任第三副首相，任期直到1976年7月5日。
1980年代后半，奥夫拉斯孔旗下比斯开高炉钢铁公司遭遇了严重危机，面临破產的威胁。1987年7月，他成立比利亚尔·米尔集团，以该集团的名义收购了奥夫拉斯孔的大部分股份，并成为董事长。他改变了公司的命运，在1991年成功将公司在馬德里證券交易所上市，名称也变更为现在的OHL。
1995年2月至7月，他曾短暂地担任皇家马德里足球俱乐部副主席；2006年，他参与了皇马主席选举，尽管此次选举争议巨大，但他还是未能当选。从2013年起，他开始担任桑坦德銀行非执行董事；2019年1月，他离开桑坦德银行董事会。

### 司法调查
2016年底，西班牙法官何塞·卡斯特罗以违规操纵建筑合同为由，对胡安·米格尔·比利亚尔·米尔提起诉讼。2017年6月底，相关司法调查已经完成。由于其行为并未构成犯罪，法院驳回了对他的起诉。
2017年4月，马德里自治区前主席伊格纳西奥·冈萨雷斯因涉嫌侵吞公款和政治腐败被马德里检方调查。当月，比利亚尔及其建筑公司OHL也遭到相关搜查。2018年2月，他再次收到检方传唤。

## 荣誉
以下列出部分荣誉：
- 卡洛斯三世勋章（1976年）[19]
- 比利亚尔·米尔侯爵（2011年2月3日新设立）[8][20]
- 伊莎贝拉女王勋章（2011年）[21]
- 卡塔赫纳理工大学荣誉博士学位（2013年）[22]